# Lista delle margravie di Meißen
Il margraviato di Meißen fu uno stato territoriale al confine del Sacro Romano Impero. Le margravie di Meißen erano le consorti dei margravi di Meißen.

## Margravie di Meißen

### Non dinastico, 963–985
| Immagine                                                                    | Nome                                                                        | Padre                                                                       | Nascita                                                                     | Matrimonio                                                                  | Divenne margravina                                                          | Smise di essere margravina                                                  | Morte                                                                       | Sposa di |
| --------------------------------------------------------------------------- | --------------------------------------------------------------------------- | --------------------------------------------------------------------------- | --------------------------------------------------------------------------- | --------------------------------------------------------------------------- | --------------------------------------------------------------------------- | --------------------------------------------------------------------------- | --------------------------------------------------------------------------- | -------- |
|                                                                             | Swanehilde di Sassonia                                                      | Ermanno Billung, duca di Sassonia (dinastia dei Billunghi)                  | 945/955                                                                     | 970                                                                         | 970                                                                         | Il 3 agosto 979 morte del marito                                            | 26 novembre 1014                                                            | Tietmaro |
| Il nome della moglie di Rikdag è sconosciuto, ma essi ebbero diversi figli. | Il nome della moglie di Rikdag è sconosciuto, ma essi ebbero diversi figli. | Il nome della moglie di Rikdag è sconosciuto, ma essi ebbero diversi figli. | Il nome della moglie di Rikdag è sconosciuto, ma essi ebbero diversi figli. | Il nome della moglie di Rikdag è sconosciuto, ma essi ebbero diversi figli. | Il nome della moglie di Rikdag è sconosciuto, ma essi ebbero diversi figli. | Il nome della moglie di Rikdag è sconosciuto, ma essi ebbero diversi figli. | Il nome della moglie di Rikdag è sconosciuto, ma essi ebbero diversi figli. | Rikdag   |

### Dinastia degli Eccardingi, 985-1046
| Immagine | Nome | Padre | Nascita | Matrimonio | Divenne margravina | Smise di essere margravina                                                                                               | Morte | Sposa di   |
| --- | --- | --- | --- | --- | --- | --- | --- | ---------- |
| | Swanehilde di Sassonia                                                                                                   | Ermanno Billung, duca di Sassonia (dinastia dei Billunghi)                                                               | 945/955 | prima del 1000 | prima del 1000 | 30 aprile 1002 morte del marito                                                                                          | 26 novembre 1014 | Eccardo I  |
| Il nome della moglie di Gunzelin è sconosciuto, ma essi ebbero diversi figli; lei era una sorella di Bolesław I Chrobry. | Il nome della moglie di Gunzelin è sconosciuto, ma essi ebbero diversi figli; lei era una sorella di Bolesław I Chrobry. | Il nome della moglie di Gunzelin è sconosciuto, ma essi ebbero diversi figli; lei era una sorella di Bolesław I Chrobry. | Il nome della moglie di Gunzelin è sconosciuto, ma essi ebbero diversi figli; lei era una sorella di Bolesław I Chrobry. | Il nome della moglie di Gunzelin è sconosciuto, ma essi ebbero diversi figli; lei era una sorella di Bolesław I Chrobry. | Il nome della moglie di Gunzelin è sconosciuto, ma essi ebbero diversi figli; lei era una sorella di Bolesław I Chrobry. | Il nome della moglie di Gunzelin è sconosciuto, ma essi ebbero diversi figli; lei era una sorella di Bolesław I Chrobry. | Il nome della moglie di Gunzelin è sconosciuto, ma essi ebbero diversi figli; lei era una sorella di Bolesław I Chrobry. | Gunzelin   |
| | Regelinda di Polonia | Bolesław I Chrobry (dinastia dei Piast)                                                                                  | 989 | 1002/1003 | 1009, dopo agosto elevazione del marito a margravio                                                                      | 21 marzo dopo il 1014 | 21 marzo dopo il 1014 | Ermanno I  |
| | Uta di Ballenstedt | Adalberto I, conte di Ballenstedt (dinastia degli Ascanidi)                                                              | 1000 | - | 1032 o 1038 elevazione del marito a margravio                                                                            | 23 ottobre, prima del 1046                                                                                               | 23 ottobre, prima del 1046                                                                                               | Eccardo II |

### Dinastia Weimar-Orlamünde, 1046-1062
| Immagine | Nome             | Padre                                                                          | Nascita | Matrimonio     | Divenne margravina                     | Smise di essere margravina           | Morte | Sposa di |
| -------- | ---------------- | ------------------------------------------------------------------------------ | ------- | -------------- | -------------------------------------- | ------------------------------------ | ----- | -------- |
|          | Adela di Lovanio | Lamberto II di Lovanio o suo fratello Reginar di Lovanio (dinastia di Reginar) | -       | prima del 1060 | 1062 elevazione del marito a margravio | all'inizio del 1067 morte del marito | 1083  | Ottone I |

| Immagine | Nome              | Padre                                                        | Nascita | Matrimonio     | Divenne margravina                             | Smise di essere margravina         | Morte                     | Sposa di   |
| -------- | ----------------- | ------------------------------------------------------------ | ------- | -------------- | ---------------------------------------------- | ---------------------------------- | ------------------------- | ---------- |
|          | Immilla di Torino | Olderico Manfredi II di Torino (dinastia degli Arduinici)    | -       | 1058           | Gennaio 1048 elevazione del marito a margravio | 28 settembre 1057 morte del marito | 1078, prima del 29 aprile | Egberto I  |
|          | Oda di Weimar     | Ottone I, margravio di Meißen (dinastia di Weimar-Orlamünde) | -       | prima del 1080 | prima del 1080                                 | 1089 deposizione del marito        | 1111                      | Egberto II |

### Dinastia Wettin, 1089-1123
| Immagine | Nome                  | Padre                                                               | Nascita   | Matrimonio | Divenne margravina | Smise di essere margravina | Morte           | Sposa di  |
| -------- | --------------------- | ------------------------------------------------------------------- | --------- | ---------- | ------------------ | -------------------------- | --------------- | --------- |
|          | Gertrude di Brunswick | Egberto I, margravio di Meißen (dinastia dei Brunonidi)             | 1060      | 1101/2     | 1101/2             | 1103 morte del marito      | 9 dicembre 1117 | Enrico I  |
|          | Adelaide di Stade     | Lotario Udo III, margravio della Nordmark (dinastia degli Odoniani) | 1098–1106 | -          | -                  | 1123 morte del marito      | -               | Enrico II |

### Dinastia Groitzsch, 1123-1124
| Immagine | Nome                | Padre                                                        | Nascita | Matrimonio | Divenne margravina                     | Smise di essere margravina      | Morte         | Sposa di |
| -------- | ------------------- | ------------------------------------------------------------ | ------- | ---------- | -------------------------------------- | ------------------------------- | ------------- | -------- |
|          | Cunigunda di Weimar | Ottone I, margravio di Meißen (dinastia di Weimar-Orlamünde) | -       | 1110       | 1123 elevazione del marito a margravio | 22 maggio 1124 morte del marito | 8 giugno 1140 | Wiprecht |

### Dinastia Wettin, 1124-1547
| Immagine | Name                              | Padre                                                                                | Nascita                | Matrimonio               | Divenne margravina                                  | Smise di essere margravina                | Morte                                     | Sposa di            |
| --- | --------------------------------- | ------------------------------------------------------------------------------------ | ---------------------- | ------------------------ | --------------------------------------------------- | ----------------------------------------- | ----------------------------------------- | ------------------- |
| | Liutgarda di Elchingen-Ravenstein | Adalberto, conte di Elchingen-Ravenstein                                             | –                      | prima del 1119           | 1123 nomina del marito a margravio                  | 19 giugno 1145                            | 19 giugno 1145                            | Corrado             |
| | Edvige di Brandeburgo             | Alberto l'Orso (dinastia Ascanide)                                                   | 1124/35                | 1144/7                   | 5 febbraio 1157 elevazione del marito a margravio   | 18 febbraio 1190 morte del marito         | fine marzo 1203                           | Ottone II           |
| | Sofia di Boemia                   | Federico, duca di Boemia (dinastia Přemyslide)                                       | prima del 1176         | 23 aprile 1186           | 18 febbraio 1190 elevazione del marito a margravio  | 24 maggio 1195                            | 24 maggio 1195                            | Alberto I           |
| (1195–1198) Governo diretto da parte dell'imperatore Enrico VI |                                   |                                                                                      |                        |                          |                                                     |                                           |                                           |                     |
| | Jutta/Giuditta di Turingia        | Ermanno I, langravio di Turingia (dinastia dei Ludovingi)                            | 1184                   | 1194                     | 1198 il marito riconquista Meißen                   | 18 gennaio 1221 morte del marito          | 6 agosto 1235                             | Teodorico I         |
| | Costanza d'Austria                | Leopoldo VI, duca d'Austria (dinastia Babenberg)                                     | –                      | 1 maggio 1234            | 1 maggio 1234                                       | 1243, prima del 5 giugno                  | 1243, prima del 5 giugno                  | Enrico III          |
| | Agnese di Boemia                  | Venceslao I di Boemia (dinastia Přemyslide)                                          | –                      | 1244                     | 1244                                                | 10 agosto 1268                            | 10 agosto 1268                            | Enrico III          |
| | Elisabetta di Maltitz             | Ulrico di Maltitz                                                                    | 1238/9                 | prima del 1273           | prima del 1273                                      | 15 febbraio 1288 morte del marito         | 25 gennaio 1333                           | Enrico III          |
| | Elisabetta di Orlamünde           | Ermanno III, conte di Orlamünde                                                      | 1270                   | prima del 1 ottobre 1290 | prima del 1 ottobre 1290                            | 1292 deposizione del marito               | prima del 24 marzo 1333                   | Alberto II          |
| | Caterina di Baviera               | Enrico XIII, duca di Baviera (dinastia Wittelsbach)                                  | 9 June 1267            | 1287                     | 1289 elevazione del marito a margravio              | 16 agosto 1291 morte del marito           | 9 gennaio 1310                            | Federico Tuta       |
| | Jutta di Henneberg                | Bertoldo VIII, conte di Henneberg (dinastia Henneberg)                               | 1272                   | 22 luglio 1295           | 1292 elevazione del marito a margravio              | 10 dicembre 1307 morte del marito         | 25 aprile 1317                            | Teodorico II        |
| | Agnese di Gorizia-Tirolo          | Meinardo, duca di Carinzia (dinastia dei Gorizia)                                    | –                      | 1 giugno 1285            | 1292 elevazione del marito a margravio              | 14 maggio 1293                            | 14 maggio 1293                            | Federico I          |
| | Elisabetta di Lobdeburg-Arnshaugk | Ottone, conte di Lobdeburg-Arnshaugk                                                 | 1286                   | 24 agosto 1300           | 24 agosto 1300                                      | 16 novembre 1323 morte del marito         | 22 agosto 1359                            | Federico I          |
| | Matilde di Baviera                | Ludovico IV, imperatore del Sacro Romano Impero (dinastia dei Wittelsbach)           | dopo il 21 giugno 1313 | inizio maggio 1323       | inizio maggio 1323                                  | 2 luglio 1346                             | 2 luglio 1346                             | Federico II         |
| | Caterina di Henneberg             | Enrico XII, conte di Henneberg (Henneberg)                                           | 1334                   | 1344/6                   | 18 novembre 1349 elevazione del marito a margravio  | 21 maggio 1381 morte del marito           | 15 luglio 1397                            | Federico III        |
| | Margherita di Norimberga          | Alberto II, burgravio di Norimberga(dinastia Hohenzollern)                           | 1359                   | 22 luglio 1374           | 22 luglio 1374                                      | 13 novembre 1382 Suddivisione di Chemnitz | tra il 1 maggio 1389 ed il 16 agosto 1391 | Baldassarre         |
| | Elisabetta di Moravia             | Giovanni Enrico, margravio di Moravia (dinastia dei Lussemburgo)                     | 1355                   | 1366                     | 1366                                                | 20 novembre 1400                          | 20 novembre 1400                          | Guglielmo I         |
| | Anna di Brunswick-Göttingen       | Ottone, duca di Brunswick-Göttingen (dinastia Welfen)                                | 1387                   | entro il 7 maggio 1402   | entro il 7 maggio 1402                              | 10 febbraio 1407 morte del marito         | 27 ottobre 1426                           | Guglielmo I         |
| | Caterina di Brunswick-Lüneburg    | Enrico il Mite, duca di Brunswick-Lüneburg (dinastia Welfen)                         | 1395                   | 8 febbraio 1402          | 10 febbraio 1407 elevazione del marito a margravio  | 4 gennaio 1428 morte del marito           | 28 dicembre 1442                          | Federico IV         |
| | Amelia di Masovia                 | Siemowit IV, duca di Masovia (dinastia Piast)                                        | 1396/9                 | 16 maggio 1413           | 16 maggio 1413                                      | 30 marzo 1425 morte del marito            | dopo il 17 maggio 1424                    | Guglielmo II        |
| | Anna di Schwarzburg               | Günther XV, conte di Schwarzburg (dinastia Schwarzburg)                              | –                      | 1407                     | 10 febbraio 1407 elevazione del marito a margravio  | 16 gennaio 1431                           | 16 gennaio 1431                           | Federico V          |
| La divisione di Altenburg il 26 settembre 1445 cercò di dividere le terre sassoni tra i due figli di Federico IV, Federico VI e Guglielmo III. Ma quando Federico VI scelse la parte occidentale (Turingia) al posto di Meißen, Guglielmo III rifiutò la sua scelta e iniziò la guerra fratricida sassone. Alla fine Federico VI ricevette Meißen e Guglielmo III ricevette la Turingia. |                                   |                                                                                      |                        |                          |                                                     |                                           |                                           |                     |
| | Margherita d'Austria              | Ernesto, duca d'Austria (dinastia d'Asburgo)                                         | 1416/17                | 3 giugno 1431            | 3 giugno 1431                                       | 7 settembre 1464 morte del marito         | 12 febbraio 1486                          | Federico VI         |
| Il trattato di Lipsia del 26 agosto 1485 divise le terre sassoni tra i due figli di Federico VI, Alberto IV ed Ernesto. Alberto IV ricevette Meißen e vi stabilì la sua corte. |                                   |                                                                                      |                        |                          |                                                     |                                           |                                           |                     |
| | Sidonia di Poděbrady              | Georgio di Kunštát e Poděbrady, re di Boemia (dinastia Poděbrady)                    | 14 novembre 1449       | 11 novembre 1464         | 11 novembre 1464                                    | 12 settembre 1500 morte del marito        | 1 febbraio 1510                           | Alberto IV          |
| | Barbara Jagellona                 | Casimiro IV Jagiellon, re di Polonia (dinastia dei Jagelloni)                        | 15 luglio 1478         | 21 novembre 1496         | 12 settembre 1500 elevazione del marito a margravio | 15 febbraio 1534                          | 15 febbraio 1534                          | Giorgio di Sassonia |
| | Caterina di Meclemburgo-Schwerin  | Magnus II, duca di Meclemburgo-Schwerin e Güstrow (dinastia di Meclemburgo-Schwerin) | 1487                   | 6 luglio 1512            | 17 aprile 1539 elevazione del marito a margravio    | 18 agosto 1541 morte del marito           | 6 giugno 1561                             | Enrico V            |
| | Agnese d'Assia                    | Filippo I, langravio d'Assia (dinastia d'Assia)                                      | 31 maggio 1527         | 9 gennaio 1541           | 18 agosto 1541 elevazione del marito a margravio    | 24 aprile 1547 diventa elettrice          | 4 novembre 1555                           | Maurizio            |
| Nell'ultima grande divisione dinastica dei Wettin, Meißen entrò a far parte dell'elettorato di Sassonia. Vedi anche le elettrici di Sassonia. |                                   |                                                                                      |                        |                          |                                                     |                                           |                                           |                     |

### Titolo resuscitato
| Immagine | Nome                                            | Padre                                                              | Nascita          | Matrimonio     | Divenne margravina                                 | Smise di essere margravina      | Morte           | Sposa di           |
| -------- | ----------------------------------------------- | ------------------------------------------------------------------ | ---------------- | -------------- | -------------------------------------------------- | ------------------------------- | --------------- | ------------------ |
|          | Principessa Elisabetta Elena di Thurn und Taxis | Albert, 8º principe di Thurn e Taxis (dinastia di Thurn und Taxis) | 15 dicembre 1903 | 16 giugno 1923 | 18 febbraio 1932 elevazione del marito a margravio | 9 agosto 1968 morte del marito  | 22 ottobre 1976 | Federico Cristiano |
|          | Principessa Anastasia di Anhalt                 | Principe Eugenio di Anhalt (dinastia Ascanide)                     | 22 dicembre 1940 | 23 giugno 1962 | 9 agosto 1968 elevazione del marito a margravio    | 23 luglio 2012 morte del marito |                 | Maria Emanuele     |